# Blondie in the Dough
Blondie in the Dough ist eine US-amerikanische Filmkomödie in Schwarz-weiß aus dem Jahr 1947. Regie führte Abby Berlin, das Drehbuch schrieben Arthur Marx und Jack Henley nach den Comics von Chic Young. Die Hauptrollen spielten Penny Singleton und Arthur Lake. Blondie in the Dough ist der einundzwanzigste Blondie-Film.

## Handlung
Dagwood Bumstead soll sich mit seinem Boss George Ratcliffe auf dem Golfplatz treffen. Dort wollen sie zusammen J. T. Thorpe dazu bringen, sie mit dem anstehenden Umbau von dessen Radiostation zu beauftragen. Doch Dagwood kommt zu spät und soll den Caddie geben, eine Aufgabe, bei der er sichtlich überfordert ist. Er geht Thorpe dabei so auf die Nerven, dass dieser das Spiel beendet und zu einem Treffen bei der Biscuit Co. eilt. Der Auftrag wird nicht zu Stande kommen, sodass Dagwood die angekündigte Lohnerhöhung nicht bekommen wird. Weil Dagwood davon seiner Frau Blondie bereits einen neuen Backofen gekauft hat, überlegen sich die beiden nun, wie sie ihn bezahlen können. Blondie will ihre berühmten Cookies geschäftsmäßig verkaufen, und Dagwood will sich nebenbei zum Radiotechniker ausbilden lassen; eine Radiowerbung verspricht ihm einen höheren Lohn als er in seiner Firma bekommt. Beim Einkauf der Zutaten trifft Blondie auf Llewellyn Simmons, einen freundlichen älteren Herrn, der Cookies liebt und sie auch gerne backt. Die beiden arbeiten nun zusammen. Zur gleichen Zeit meldet sich Thorpe bei Ratcliffe: Er hat die Pläne für den Umbau in seinen Golfsachen gefunden, und sie gefallen ihm sehr. Nur eine kleine Erweiterung und der Vertrag könnte unterschrieben werden. Dagwood, der zusammen mit Ratcliffe in Thorpes Firma geeilt ist, soll die Pläne dort entsprechend ändern, während Thorpe und Ratcliffe weitere Details besprechen. Trotz Warnungen von Thorpes Sekretärin will Dagwood seine neu erworbenen Fähigkeiten an Thorpes neuem und sehr teuren Radio beweisen. Als Thorpe und Ratcliffe zurückkommen, ist Dagwood immer noch mit dem Radio beschäftigt, weshalb Thorpe erfolgreich darauf besteht, dass er fristlos gekündigt wird.
Blondies Cookies verkaufen sich mittlerweile sehr gut. Simmons ist ein Dauergast bei den Bumsteads, sodass Dagwood ihm eines Abends seine Radiosender vorführt. Dabei liest Blondie eine Werbung für ihre Cookies vor. Weil Simmons versehentlich einen Schalter drückt, werden ihre Worte gesendet. Damit wird eine von Biscuit Co. teuer eingekaufte Werbesendung überlagert, die bei einer gemeinsamen Feier mit Thorpes Firma ausgestrahlt werden sollte. Robert Dixon, der Vizepräsident von Biscuit Co., und Thorpe engagieren einen Detektiv, um die Störfunker ins Gefängnis zu bringen. Kurz darauf wird Blondie in ihrer Wohnung quasi festgenommen und zum Verhör in die Zentrale von Thorpes Firma gebracht. Dort wird reproduziert, wie diese Unterbrechung zu Stande kam, aber weil sie zeitlich exakt in die ausgestrahlte Sendung passte, glauben weder Dixon noch Thorpe an einen Zufall. Auch Dagwood, der inzwischen mit Ratcliffe dazugekommen ist, kann daran nichts ändern.
Zuletzt kommt auch Simmons in das Büro. Daraufhin wird Dixon kleinlaut, weil Simmons der Präsident von Biscuit Co ist. Der gibt zu, versehentlich den Schalter gedrückt zu haben, so dass den Bumsteads nichts vorzuwerfen ist. Außerdem überzeugt er alle Anwesenden von der hervorragenden Qualität von Blondies Cookies. Dixon fragt sofort, was sie für das Rezept haben wolle. So setzt Blondie durch, dass Biscuit Co. weiterhin mit Thorpes Firma zusammenarbeitet. Die wiederum soll den Umbau von Ratcliffe durchführen lassen. Dagwood soll von Ratcliffe mit erhöhtem Lohn und einem dicken Bonus wieder eingestellt werden. Und Simmons soll in seiner Firma in der Küche arbeiten können, wann immer er das wolle.
Running Gag mit dem Briefträger
Der Briefträger versucht nun, Dagwood zeitlich zu umgehen. Zuerst stellt er seinen Zustellplan um, sodass er erst um halb eins bei den Bumsteads ankommt – und von Dagwood umgerannt wird, als der zum Golfspiel eilt. Dann kommt er sonntags zum Haus, nur um sich dort einmal sicher zu fühlen. An diesem Tag arbeitet Dagwood auf dem Dach und fällt von dort auf den Briefträger.

## Hintergrund
An Blondie in the Dough waren sowohl vor als auch hinter der Kamera die üblichen Personen beteiligt. Dieses Mal fehlte Jack Rice als Ollie, der von Norman Phillips vertreten wurde. Für Drehbuchautor Arthur Marx, den Sohn von Groucho Marx, war Blondie in the Dough der erste Filmcredit überhaupt. Der von ihm erhoffte Vertrag mit Columbia Pictures kam nicht zustande. Laut Arthur Marx war der Film explizit als zweiter Teil von Doppelaufführungen gedacht. Verantwortlicher Artdirector war George Brooks. Für das Szenenbild war James Crowe verantwortlich.
Blondie in the Dough wurde vom 2. bis zum 24. April 1947 gedreht und am 16. Oktober 1947 veröffentlicht. Der Film wurde von Columbia Pictures produziert und vertrieben. Über eine deutschsprachige Aufführung ist nichts bekannt.

## Kritiken
Die wenigen Kritiken halten sich mit allzu negativen Aussagen zurück, zeigen aber Langeweile beziehungsweise Enttäuschung. Blondie in the Dough sei mehr oder weniger eine Kopie der früheren Filme und folge dem gleichen Schema wie immer. Verglichen mit ihnen sei der Film eine leichte Enttäuschung, er sei aber besser als mancher der Nachfolger. Er starte langsam und sei zu vorhersehbar, und die witzigen Szenen würden angekündigt. Trotzdem seien sie immer noch witzig.
Gelobt wird die Leistung von Hugh Herbert, auf den ein guter Anteil der Lacher gehe. Er sei witzig, wegen seiner Leistung könne man sich den Film ansehen.